# Mehdi Baala
Mehdi Abdelhafid Baala (in arabo مهدي بعلة‎?; Strasburgo, 17 agosto 1978) è un mezzofondista francese di origine algerina, attivo principalmente sui 1500 metri piani, competizione nella quale ha vinto una medaglia d'argento ai mondiali, un bronzo alle Olimpiadi, due titoli europei e un bronzo continentale indoor.
Detiene tre record nazionali all'aperto ( 2'13"96 sui 1000 metri piani, 3'28"98 sui 1500 metri piani e 4'53"12 sui 2000 metri piani) e tre record nazionali indoor.

## Palmarès
| Anno | Manifestazione    | Sede              | Evento       | Risultato  | Prestazione | Note |
| ---- | ----------------- | ----------------- | ------------ | ---------- | ----------- | ---- |
| 1996 | Mondiali juniores | Sydney            | 1500 m piani | Batteria   | 4'21"48     |      |
| 1997 | Europei juniores  | Lubiana           | 1500 m piani | 7º         | 3'49"51     |      |
| 1999 | Europei under 23  | Göteborg          | 1500 m piani | Bronzo     | 3'45"41     |      |
| 2000 | Europei indoor    | Gand              | 1500 m piani | Bronzo     | 3'42"27     |      |
| 2000 | Giochi olimpici   | Sydney            | 1500 m piani | 4º         | 3'34"14     |      |
| 2001 | Mondiali          | Edmonton          | 1500 m piani | 12º        | 3'55"36     |      |
| 2002 | Europei           | Monaco di Baviera | 1500 m piani | Oro        | 3'45"25     |      |
| 2003 | Mondiali          | Parigi            | 1500 m piani | Argento    | 3'32"31     |      |
| 2004 | Giochi olimpici   | Atene             | 1500 m piani | Batteria   | 3'46"06     |      |
| 2005 | Mondiali          | Helsinki          | 800 m piani  | 6º         | 1'45"32     |      |
| 2005 | Mondiali          | Helsinki          | 1500 m piani | Semifinale | 3'41"34     |      |
| 2006 | Europei           | Göteborg          | 1500 m piani | Oro        | 3'39"02     |      |
| 2007 | Mondiali          | Osaka             | 1500 m piani | Semifinale | dq          |      |
| 2008 | Giochi olimpici   | Pechino           | 1500 m piani | Bronzo     | 3'34"21     |      |
| 2009 | Mondiali          | Berlino           | 1500 m piani | 7º         | 3'36"99     |      |
| 2011 | Mondiali          | Taegu             | 1500 m piani | 9º         | 3'37"43     |      |

## Altre competizioni internazionali
2002
- Bronzo in Coppa del mondo ( Madrid), 1500 m piani - 3'38"04

2007
- Coppa Europa di atletica leggera ( Monaco di Baviera)